# Raymond Rosier
Raymond Rosier, född 6 mars 1924, död 8 april 1961, var en friidrottare från Belgien. Han deltog vid olympiska sommarspelen 1948.